# (3709) Polipetes
(3709) Polipetes es un asteroide que forma parte de los asteroides troyanos de Júpiter y fue descubierto por Carolyn Jean S. Shoemaker el 14 de octubre de 1985 desde el observatorio del Monte Palomar, Estados Unidos.

## Designación y nombre
Polipetes recibió al principio la designación de 1985 TL3.
Más tarde, en 1988, se nombró por Polipetes, un personaje de la mitología griega.

## Características orbitales
Polipetes orbita a una distancia media de 5,245 ua del Sol, pudiendo acercarse hasta 4,928 ua y alejarse hasta 5,562 ua. Tiene una excentricidad de 0,06043 y una inclinación orbital de 19,62 grados. Emplea en completar una órbita alrededor del Sol 4388 días.

## Características físicas
La magnitud absoluta de Polipetes es 9. Tiene un diámetro de 99,09 km y un periodo de rotación de 5,71 horas. Su albedo se estima en 0,0452.